# Курман-Аджинская волость
Курма́н-Аджи́нская во́лость — административно-территориальная единица в составе Евпаторийского уезда Таврической губернии. Располагалась в юго-западной части Тарханкутского полуострова, восточная граница проходила примерно по линии от озера Ярылгач до вершины озера Донузлав. Существовала с 1860-х по 1890 годы. В труде профессора А. Н. Козловского «Сведения о количестве и качестве воды в селениях, деревнях и колониях Таврической губернии…» 1867 года волость названа «Джаманской», но в других источниках такое название не встречается.

## История
Образована 1860-х годах, после земской реформы Александра II в основном из деревень Яшпетской волости. Занимала западную часть Крыма — южную часть Тарханкутского полуострова, примерно территорию современного Черноморского района.

## Население
Первые данные по населению деревень содержатся в «Списке населённых мест Таврической губернии по сведениям 1864 года», но в нём дано разделение только на полицейские станы. В результате эмиграции крымских татар, особенно массовой после Крымской войны 1853—1856 годов, в Турцию, многие деревни опустели, а затем вновь были заселены: одни крымскими татарами, другие — выходцами из внутренних губерний России. На момент образования в 1860-х годах в состав волости также входили селения, опустевшие к 1889 году и не включённые в статистические справочники. Как состоящие в волости, они записаны в труде профессора А. Н. Козловского «Сведения о количестве и качестве воды в селениях, деревнях и колониях Таврической губернии…» 1867 года:
- Агай — на 1864 год 3 двора и 21 житель, затем до 1892 года не встречается;
- Абулгазы — упомянуто в труде А. Н. Козловского, затем до 1900 года не встречается;
- Аджи-Мусса — упомянуто в труде А. Н. Козловского, затем до 1900 года не встречается;
- Арабаджи — упомянуто в труде А. Н. Козловского, затем не встречается;
- Беляус-Кипчак — упомянуто в труде А. Н. Козловского, затем до 1900 года не встречается
- Яшпек — на 1864 год 1 двор и 5 жителей, затем до 1892 года не встречается.

По «Памятной книге Таврической губернии 1889 года», по результатам Х ревизии 1887 года, население волости составляло 7 986 человек в 58 деревнях. Ко времени составления «…Памятной книжки Таврической губернии на 1892 год» население волости по неизвестным пока причинам сократилось более чем вдвое — до 3 408 человек, хотя число поселений осталось практически таким же — 57 населённых пунктов.

## Состав и население волости на 1892 год
Следующие сведения о составе волости и численности населения содержатся в «…Памятной книжке Таврической губернии на 1892 год», согласно которой на 1892 год волость включала следующие деревни:
В 14 деревнях населения и домохозяйств не зафиксированно вовсе:

| - Абулгазы - Ак-Чонрав - Донузлав-Кипчак - Найман - Тавбузар - Тавкель - Тереклы-Асс | - Ток-Шеих - Тураш - Улан-Эли - Шеих-Эли - Эльгеры-Джаманак - Эссен-Эли-Каспорю - Яшпен |

Кроме того, также без постоянных жителей, были записаны посёлки Муссали и Кизиль-Чонрав, хутор Сакав и экономии Кудаш и Сырт-Каспорю.
В результате земской реформы 1890-х годов, прошедшей в Евпаторийском уезде позже других, волость была упразднена и разделена на более мелкие.